# إرنست غولد
إرنست غولد (Ernest Gold) اسمه الحقيقي إرنست زيغموند غولدنر (13 يوليو 1921 في فيينا - 17 مارس 1999 في لوس أنجلس) كان ملحن أمريكي من أصل نمساوي.

## حياته
كان غولد ابن عازف كمان نمساوي، ومغنية كلاسيكية. بدأ غولد في سن الخامسة من عمره التلحين وكان يعتبر الطفل الأعجوبة، درس وهو طفل في أكاديمية الموسيقى في فيينا. بعد احتلال النمسا من طرف الرايخ الألماني النازي عام 1938 هاجر إلى الولايات المتحدة الأمريكية ودرس في نيويوك. في عام 1945 ترك نيويورك وذهب إلى لوس أنجلس أين اشتغل كمنظم، ثم بدأ بتأليف موسيقى أفلام الوسترن. تحصل عام 1961 على جائزة الأوسكار عن فيلم إيكسودوس.
استطاع أن يعمل لنفسه اسما لامعا من خلال تأليفه لأعمال موسيقية عصرية، كما قام بتلحين عدة سيمفونيات وموسيقى الحجرة.

## روابط خارجية
- إرنست غولد على موقع IMDb (الإنجليزية)
- إرنست غولد على موقع ألو سيني (الفرنسية)
- إرنست غولد على موقع ميوزك برينز (الإنجليزية)
- إرنست غولد على موقع أول موفي (الإنجليزية)
- إرنست غولد على موقع قاعدة بيانات برودواي على الإنترنت (الإنجليزية)
- إرنست غولد على موقع قاعدة بيانات الأفلام السويدية (السويدية)
- إرنست غولد على موقع أول ميوزيك (الإنجليزية)
- إرنست غولد على موقع ديسكوغز (الإنجليزية)
- إرنست غولد على موقع قاعدة بيانات الفيلم (الإنجليزية)
- إرنست غولد على موقع كينوبويسك (الروسية)